# Star Wreck
Star Wreck è una serie di film parodie di Star Trek ideati dal finlandese Samuli Torssonen a partire dal 1992. Il primo film, chiamato semplicemente Star Wreck, era una semplice animazione bidimensionale con tre navi stellari che si sparavano tra di loro e delle voci fuori campo. I successivi film sono stati implementati con grafica tridimensionale più complessa e più realistica, le durate si sono allungate, sono apparsi i personaggi dapprima come semplici animazioni e negli ultimi film come attori in carne e ossa.
Star Wreck narra le avventure di James B. Pirk (il cui nome riprende il personaggio James T. Kirk della serie Star Trek, ed è interpretato da Samuli Torssonen stesso), capitano della nave stellare C.P.P Potkustart (in italiano "C.P.P. Avvio a pedale"). Altri personaggi sono Fukov, Spook, Dwarf e Info (ispirati rispettivamente a Pavel Chekov, Mr. Spock, Worf, e Data). Tutti i film sono girati in finlandese e sottotitolati in inglese.

## In the Pirkinning
Star Wreck: In the Pirkinning è stato girato nel 2005 con finanziamento indipendente e mostra, rispetto ai film precedenti della serie, effetti speciali di alta qualità sia nelle riprese dal vivo che nelle battaglie spaziali: nella trama si rivela essere una parodia umoristica sia di Star Trek sia della serie di fantascienza Babylon 5.
Il film inizia con Pirk e altri due della Potkustart sulla terra dei nostri giorni dopo gli eventi del film precedente (in cui la nave è andata distrutta). Per togliersi da tale situazione e salvare l'umanità da future minacce interstellari, Pirk decide di offrire il proprio aiuto diventando imperatore della Terra e costruendo una flotta di navi stellari. Un'esplorazione alla ricerca di nuovi mondi da colonizzare li porta al di là di un tunnel spaziale in un universo alternativo dove trovano la stazione spaziale "Babel-13" comandata dal capitano Sherrypie. L'imperatore Pirk intraprende una battaglia con il Capitano Sherrypie, colma di colpi di scena.
La produzione di questo film è iniziata nel 1999, ed è stato presentato per la prima volta il 20 agosto 2005. È stato possibile prenotare il DVD del film dal 5 settembre, mentre l'intero film è stato diffuso gratuitamente su internet dal 1º ottobre 2005. Del film sono disponibili vari formati, con l'aggiunta di vari sottotitoli.

## Popolarità
Star Wreck ha avuto un gruppo di affezionati tra i fan del genere fantascientifico, ma è stato solo dopo l'uscita di Star Wreck: In the Pirkinning che è balzato agli onori della cronaca internazionale: è stato scaricato più di 700.000 volte durante la prima settimana dopo il rilascio.
Star Wreck: In the Pirkinning è stato anche trasmesso sulla televisione nazionale finlandese YLE. Il 12 giugno 2006 il film è andato in onda in prima serata, doppiato in italiano, sul canale satellitare Jimmy.

## Elenco dei film
- Star Wreck (1992)
- Star Wreck II: The Old Shit (1994)
- Star Wreck III: Wrath of the Romuclans (1995)
- Star Wreck IV: The Kilpailu (1996)
- Star Wreck V: Lost Contact (1997)
- Star Wreck 4½: Weak Performance (2000)
- Star Wreck: In the Pirkinning (2005)